# Steven Nador
Pour les articles homonymes, voir Nador.
Steven Nador, né le 23 juin 2002 à Krefeld, est un footballeur international togolais qui évolue au poste de milieu de terrain au Modène FC.

## Biographie

### Carrière en club
Né à Krefeld en Allemagne, Steven Nador est formé au LOSC, avant de rejoindre le Chievo Verona en janvier 2021,. Mais alors que le club déclare faillite 6 mois après sa venue, il s'engage finalement avec la SPAL Ferrara à l'été suivant.
Il joue son premier match avec l'équipe première du club de Ferrare le 6 novembre 2011.

### Carrière en sélection
Steven Nador honore sa première sélection avec l'équipe nationale du Togo le 24 septembre 2022 lors d'un match amical contre la Côte d'Ivoire.